# ثقافة كوريا الشمالية

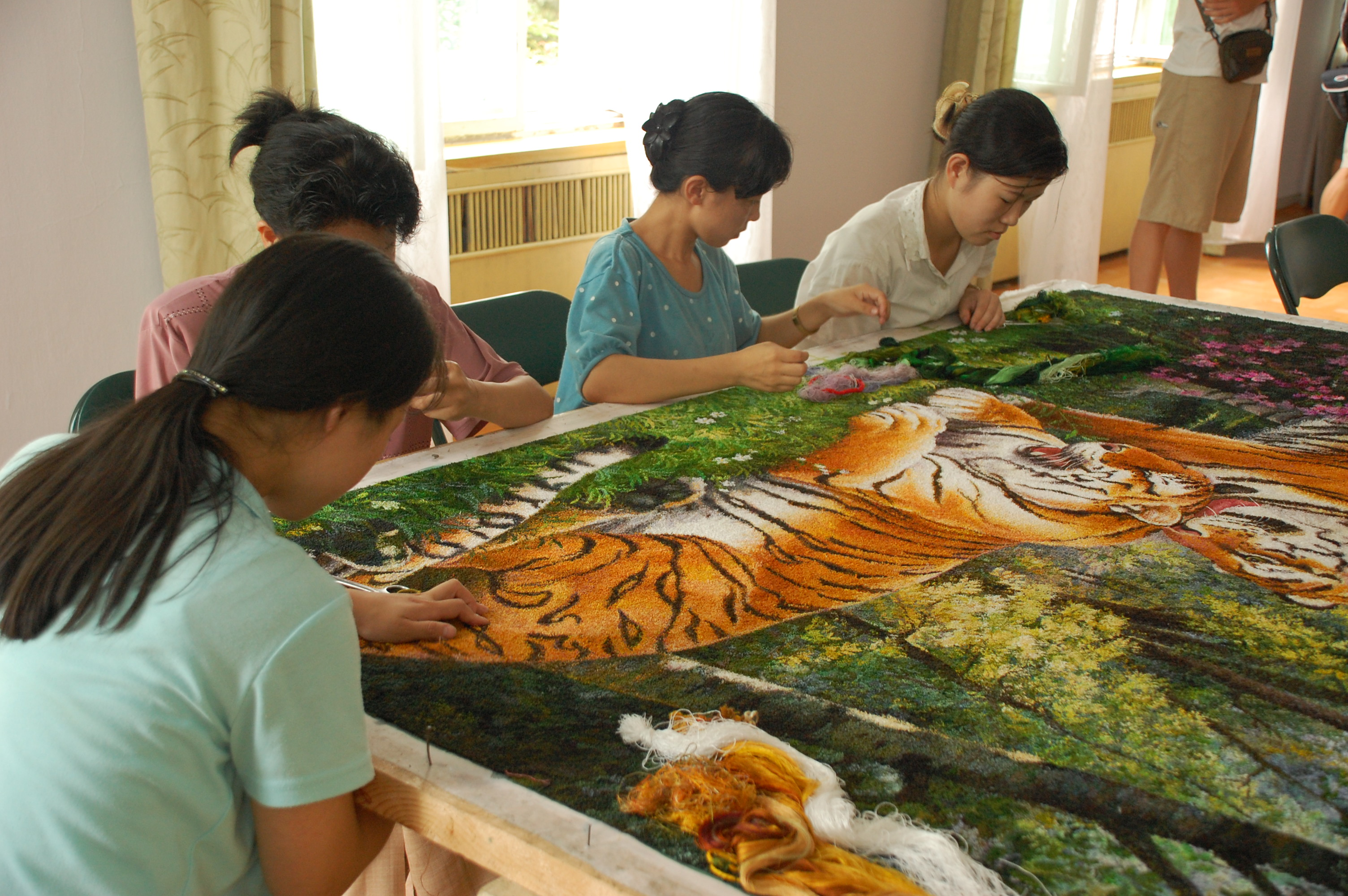
في معهد التطريز في بيونغ يانغ

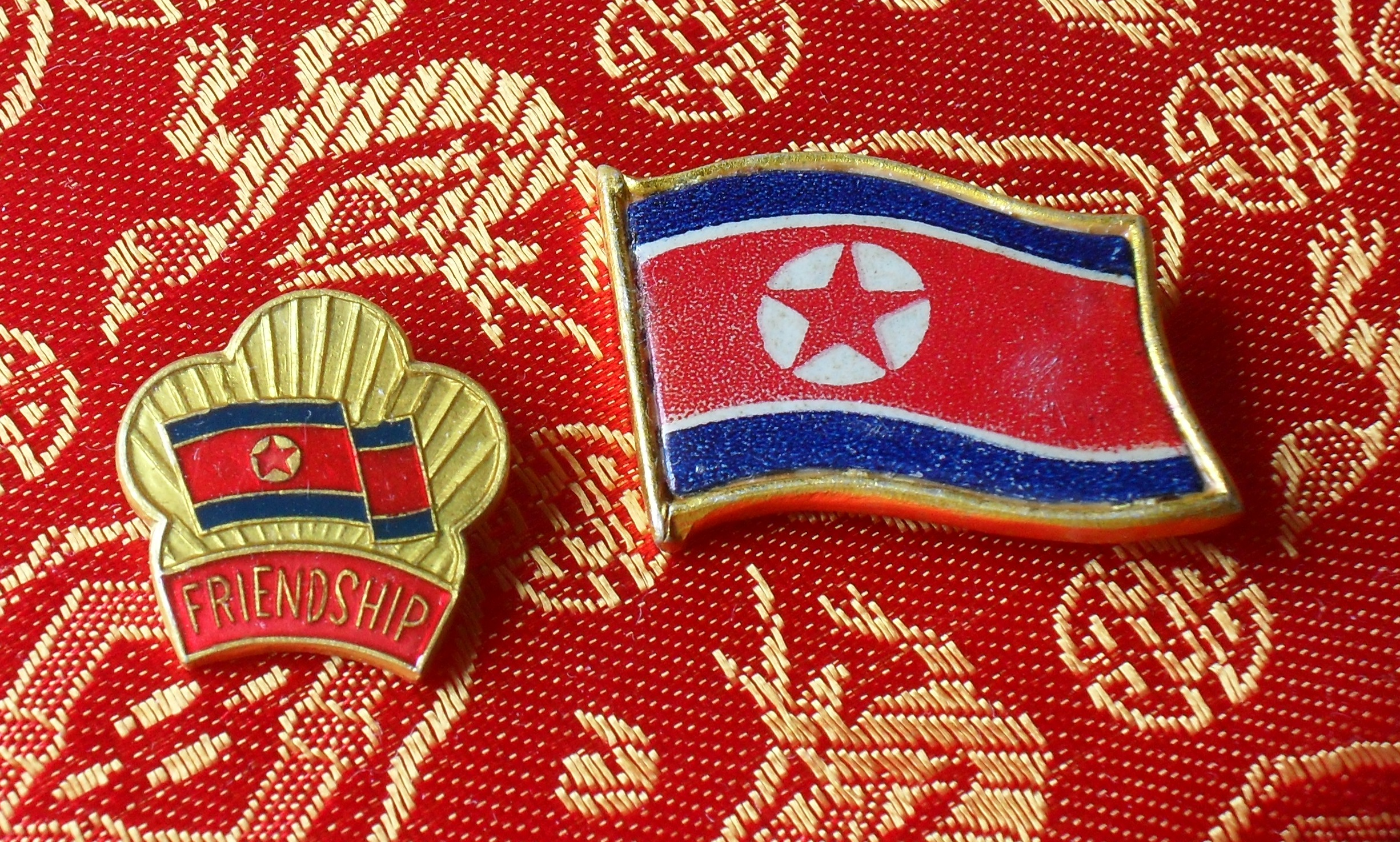
دبابيس طية صدر السترة من شمال كوريا

تبني ثقافة كوريا الشمالية المعاصرة على أساس الثقافة الكورية التقليدية، ولكنها تطورت منذ تأسيس جمهورية كوريا الشعبية الديمقراطية في عام 1948.
ايدولوجية جوتشي تؤكد ابداع وتميز ثقافة كوريا وكذلك القوى الانتاجية من قبل الجماهير العاملة.. جوتشي هو برج في كوريا الشمالية تحديدا في العاصمة بيونغ يانغ. يسمونه برج جوتشي.
الفن في كوريا الشمالية هو في المقام الأول تعليمي؛ تعبير ثقافي بمثابة أداة لغرس أيديولوجية جوتشي والحاجة إلى مواصلة النضال من أجل الثورة وإعادة توحيد شبه الجزيرة الكورية. الحكومات الأجنبية والمواطنين، وخاصة اليابانيين والأمريكيين، موصفين سلبا كالامبرياليين ;الأبطال والبطلات الثورية تعتبر شخصيات مقدسة تعمل من دوافع نقية.المواضيع الثلاثة الأكثر اتساقا هم الاستشهاد خلال النضال الثوري (يصور في الأدب مثل بحر من الدم)، السعادة من المجتمع الحاضر، وعبقرية الزعيم.
وُصِف كيم ايل-سونغ ككاتباّ من "روائع الكلاسيكية" خلال النضال المناهض لليابان. الروايات التي تم إنشاؤها تحت إشرافه تشمل الفتاه الزهرة، بحر من الدم, مصير فرق الدفاع الذاتي للرجل، أغنية كوريا. تعتبر هذه "نماذج ونماذج من جوتشي الأدب والفن." في عام 1992وصفت صحيفة بطولية مخصصة للحرية وسعادة الناس."[اقتباس من غير مصدر]
تعرض السكن قليلا أو لم يعتبر لم يتعرض الي اثار ثقافة اخري بعيدا عن عروض مجموعات الرقص والاغاني والمسليات الاخري التي كانت مخصصه لجماهير محددين. هذه العروض مثل مهرجان فن الصداقة الربيعي الذي يقام سنوياّ في أبريل، وهذه المسليات صممت ان توضح ان الناس، من جميع العالم، مثل الكوريين انفسهم، يحبوا ويحترموا قائد البلد. خلال الثمانينات واوائل التسعينات، اعلام كوريا الشمالية اعطي كيم جونج-ال ثقة للعمل بلا توقف لجعل البلد «مملكة من الفن» حيث نهضة الثقافة لا مثيل لها في بلدان اخري. في الواقع، كيم الصغير كان هو المسئول عن سياسات الثقافة.
بيونغ يانغ وغيرها من المدن الكبيرة تقدم أوسع مجموعة من التعبير الثقافي. «فرق فن الدعاية» السفر إلى مواقع الإنتاج في المحافظات لأداء قراءات شعرية، مسرحية ذات مشهد واحد، والأغاني من أجل «تهنئ العمال علي النجاح» و «إلهام لهم إلى مزيد من النجاحات من خلال أعمالهم الفنية». الفرق البارزة في الريف خلال موسم الحصاد اينما كانت «معارك السرعة» تعقد زيادة الإنتاج.

## التوجيه والتحكم
الدولة وحزب العمال الكوري يسيطر على إنتاج الأدب والفن. في بداية التسعينات، لم يكن هناك أي دليل علي مناهضة للنظام أو حركات ادبية أو ثقافية مثل ساميزادات في الاتحاد السوفياتي أو تلك التي توجد في جمهورية الصين الشعبية. الحزب يمارس الرقابة على الثقافة من خلال الدعاية وإدارة الثقافة والفنون في حزب العمال الكوري هو اللجنة المركزية. إن حزب العمال الكوري هو الاتحاد العام لادب وفن كوريا وهو مظلة جميع الأعمال الأدبية والفنية، كما يعتني بالنشاط الثقافي.

## Cultural expression
الموضوع الرئيسي للمصطلح الثقافي هو أخذ الأفضل من الماضي وتجاهل العناصر الرأسمالية. تُعْبَّر الأنماط الشعبية والأشكال الدارجة في الأدب والفن والموسيقى والرقص على أنها تعبر عن الروح الفريدة للأمة الكورية. يكرس الاثنوغرافيون الكثير من الطاقة لاستعادة وإعادة إدخال الأشكال الثقافية التي لها روح بروليتارية أو فولكلية مناسبة  مشجع على تطوير وعي جماعي. يتم التأكيد على التعبير عن الموسيقى والرقص الموسيقي المتفائل. تمارس الرقصات الجماعية والغناء الكورالي تقليديًا في بعض أجزاء كوريا ولكن ليس جميعها، ويجري الترويج لها في جميع أنحاء كوريا الشمالية في أوائل التسعينات بين طلاب المدارس والجامعات. كما تم إحياء الفرق الموسيقية للمزارعين.

## Literature, music, and film
يعد كل من الأدب والموسيقى من طرق التعبير عن أيديلوجية البلد. فتطرج سلسة من الروايات التاريخية بطولة ومأساة فترة ما قبل تحرير كوريا. ومن هذه الروايات تاريخ خالد. والحرب الكورية هي الموضوع الذيث تنطوي عليه أعمال أدبية كورية منذ السبعينات مثلمعارك كوريا والجزيرة المحترقة. وقد تم الترويج لخمس مسرحيات عظيمة عن الثورة—و تمثل هذه المسرحيات أدب الحزب الكوري. من هذه المسرحياتضريح توتيلاراي—هذه هي محاكاة مسرحية للرواية فتاة الزهور. هذا بجانب مسرحية ثلاثة رجال و حزب واحد و خطاب ابنة و كراهية المؤتمر العالمي. 

و  تعدالأوبرا الكورية الثورية منبثقة من الأوبرا الكورية التقليدية. والتي تعرف بتشانجوك. ويعتمدون على استخدام موسيقى تقليدية متنوعة. وتم تحويل العديد من حكايات الجنيات السحرية لتلائم المواضيع الثورية الحديثة. وفي محاولة لسياسة الحزب للمحافظة على التراث الكوري القديم وأعمال ما قبل العصر الحديث التي تستخدم اللهجة العامية تم، أعيد طباعة مقابلة أربعة أشخاص ومقابلة عند النهرين.
و تتضمن المقطوعات الموسيقية أعمال مثل '' أغنية الجنرال كيم سونج التاني'' ، '' الحياة المديدة والصحة للقائد'' ، '' نغني لحبه"، هذا بجانبترتيل وتمجيد لقائد الأمة. وبالنسبة لكاتب كوري، " اتبع الموسيقيون سياسة الحزب في تأليف مقطوعات موسيقية تأخد أساسها من أغاني شهيرة وشعبية بين الناس، وأخرجوا لنا مقطوعات موسيقية متعددة من  أنواع جديدة." تشمل هذه الموسيقى سيموفنية مبنية على تيمة بحر الدم، والتي تم تحويلها لأوبرا ثورية.
و في فبراير 2008، أصبحت أوركسترا نيويورك هي أول أوركسترا أمريكية تؤدي في كوريا الشمالية، ومع ذلك كان الجمهور قليل العدد وكانوا جميعهم حاضرين بدعوة. تم بث الحفل على التليفزيون القومي، وأدى  فريق روك مسيحي. يسمى كاستبنج كراونز معرض الربيع السنوي في كوريا، والذي أقيم في شهر نيسان 2007، وكان في مدينة بويونج يانج.
يتم التعرف على الصور المتحركة بأنها «أقوى وسيلة لتثقيف الجماهير» وتلعب دورًا مركزيًا في التعليم الاجتماعي. ووفقًا لمصدر كوري شمالي، فإن «الأفلام المخصصة للأطفال تسهم في تكوين الجيل الصاعد، بهدف خلق نوع جديد من البشر، يتطور بشكل متناغم ومجهز بمعرفة جيدة التأسيس وعقل سليم في جسم سليم». واحد من أكثر الأفلام تأثيراً، وهو فيلم An Jung-geun Shoots Ito Hirobumi ، يخبرنا عن القاتل الذي قتل الجنرال الياباني المقيم في كوريا في عام 1909. يُصوَّر على أنه وطني شجاع، لكن أحدهم كانت جهوده لتحرير كوريا محبطة لأن لم تكن الجماهير موحّدة تحت «قائد بارز يعلن فكرًا إرشاديًا صحيحًا واستراتيجية وتكتيكات علمية». الحكايات الشعبية مثل "The Tale of Chun Hyang"، عن النبيل الذي يتزوج فتاة خادمة، و "The Tale of Ondal" تم صنعها أيضا في الأفلام. 
نجحت المخرجة الأسترالية آنا بروينوفسكي في الوصول إلى صناعة السينما في كوريا الشمالية من خلال صانع الأفلام البريطاني نيك بونر، الذي سهّل الاجتماعات بين Broinowski وصانعي الأفلام الكوريين الشماليين البارزين لمساعدة Broinowski مع إنتاج Aim High in Creation! ، وهو مشروع فيلم يستند إلى بيان كيم جونغ إيل. أوضح Broinowski في يوليو 2013، قبل عرض الفيلم في مهرجان ملبورن السينمائي الدولي: 
أعطاني أحد الأصدقاء بيان كيم جونغ ايل حول كيفية صنع «الفيلم الاشتراكي الكامل»، The Cinema and Directing (1987). كنت مفتونة على الفور بقواعده في صناعة الأفلام (على الأقل في الغرب). وبدأت أتساءل: كيف سيكون فيلم الغرب الذي يلتزم بصرامة بقواعد كيم جونغ إيل؟ هل يمكن أن يكون لها نفس القوة على الجماهير الغربية التي تملكها الأفلام الكورية الشمالية على مواطني كيم جونغ ايل البالغ عددهم 23 مليون نسمة؟ أردت أن أنسح الكوريين الشماليين في أذهان المشاهدين الذين قصفوا باستمرار من قبل تصوير وسائل الإعلام الغربية السائدة للكوريين الشماليين كضحية لغسل الأدمغة. 
تم عرض نسخة من عمل Broinowski في بيونغ يانغ، لكن المدير يعتقد أن النسخة الوثائقية للفيلم لن يُسمح لها بالدخول إلى البلاد. 
تظهر دراسة بتكليف من وزارة الخارجية الأمريكية أنه على الرغم من الأنظمة الصارمة للغاية والعقوبات شديدة القسوة، فإن الكوريين الشماليين، وخاصة عناصر النخبة، يتزايدون في الوصول إلى الأخبار ووسائل الإعلام الأخرى خارج وسائل الإعلام التي تسيطر عليها الدولة والمصرح بها من قبل الحكومة. بينما يتم التحكم في الوصول إلى الإنترنت بشكل صارم، فإن الاستماع إلى الراديو ومشاهدة أقراص الفيديو الرقمية آخذ في الازدياد، واستقبال البث التلفزيوني من الدول المجاورة ممكن أيضا في المناطق الحدودية. زعم أستاذ كوري جنوبي أن انتشار «أجهزة التلفزيون المحمولة الرخيصة» الصينية الصنع في كوريا الشمالية يجعل من الصعب على السلطات اتخاذ إجراءات صارمة ضد المواطنين الذين يشاهدون مقاطع الفيديو الكورية الجنوبية الصنع. موقع Uriminzokkiri هو موقع إخباري كوري يقوم بشكل متكرر بنشر دعاية تتضمن فيديو هجوم الولايات المتحدة المنشور في عام 2013. 

## الفنون البصرية
تاريخياً، تأثر التصميم الجرافيكي في كوريا الشمالية بالكتلة السوفيتية والتقليد الكوري. وقد تميل إلى استخدام «لوحة الكورية» من الألوان الزاهية. في حوالي عام 2005، حل التصميم الرقمي محل الرسومات المرسومة باليد، وأصبح التأثير الغربي أقوى. 

## العمارة وتخطيط المدن
الأكثر متميزة ومثيرة للإعجاب شكل المعاصرة التعبير الثقافي في كوريا الشمالية العمارة وتخطيط المدن. P'yongyang ، دمرت بالكامل تقريبا من قبل الولايات المتحدة أثناء الحرب الكورية، وقد تم بناؤها على نطاق واسع. العديد من المباني الجديدة تم بناؤها خلال 1980s و 1990s من أجل تعزيز P'yongyang وضع رأس المال.
تنقسم البنى الرئيسية معماريا إلى ثلاث فئات: الآثار والمباني التي تجمع بين الزخارف المعمارية الكورية التقليدية والبناء الحديث، والمباني الشاهقة ذات التصميم الحديث. أمثلة من الأول تشمل تمثال Ch'ollima. تمثال برونزي عريق بطول عشرين متراً من Kim Il-sung أمام متحف الثورة الكورية (بحد ذاته 240,000 متر مربع، أحد أكبر البنايات في العالم)؛ قوس النصر (على غرار نظيره الباريسي، على الرغم من ارتفاعه بالكامل بعشرة أمتار)؛ وبرج تشوتشيه، الذي يبلغ ارتفاعه 170 متر، وتم تشييده بمناسبة عيد ميلاد كيم السبعين عام 1982. 
الفئة المعمارية الثانية تستخدم بشكل خاص تصميمات السقف القرميدية التقليدية وتشمل قصر ثقافة الشعب ودار الدراسات الشعبية الكبرى، في P'yongyang ، وقاعة معارض الصداقة الدولية في Myohyang-san. المبنى الأخير يعرض الهدايا المقدمة لكيم ايل سونغ من قبل كبار الشخصيات الأجنبية. في ضوء العلاقة الوثيقة الحالية بين كوريا الشمالية والصين، وخلال فترة حكم مملكة تشوسون، من المهم أن يكون قسم القاعات المخصص للهدايا من الصين هو الأكبر. 
وتشمل الفئة المعمارية الثالثة مجمعات سكنية شاهقة وفنادق في العاصمة. وأبرز هذه المباني هو فندق Ryugyong ، الذي لم يكتمل حتى الآن (مع توقف البناء في الفترة من 1992 إلى أبريل 2008). يوصف هذا الفندق بأنه واحد من أطول الفنادق في العالم ويبلغ 105 طوابق، وشكله المثلثي يلوح فوق شمال وسط P'yongyang. فندق Koryo هو مبنى حديث للغاية ذو طابقين مرتفعين يبلغ ارتفاعه خمسة وأربعين طابقًا. 
 حدث الكثير من البناء قبل الاحتفالات بعيد ميلاد كيم ايل سونغ الثمانين، بما في ذلك بناء مجمعات سكنية كبيرة وطريق إعادة التوحيد، وهو طريق من أربع حارات يربط بين العاصمة والمنطقة منزوعة السلاح. ووفقاً لصحفي يكتب في مجلة فار إيسترن إيكونوميك ريفيو، فإن الطريق السريع هو «قطعة هندسية مثيرة للإعجاب» والتي «تقطع طريقًا مستقيمًا عبر تضاريس جبلية مع 21 نفقاً و 23 جسراً على طريق 168 كم إلى بانمونج». كما هو الحال في العديد من مشاريع البناء الأخرى، قدم الجيش العمل. وقد أعلنت كوريا الشمالية عن أملها في أن يؤدي الطريق السريع، في نهاية المطاف، إلى إعادة حركة المرور ذهابًا وإيابًا.
[اقتباس من غير مصدر]

## الألعاب الجماعية
كوريا الشمالية تشتهر ب «الألعاب الجماعية». هذه المعارض حيث الآلاف من الكوريين الشماليين يوؤدوا رقصات رائعة للغاية، وخاصة الرقصات التقليدية والجمباز، وفي كثير من الأحيان تتوازي ايقاعات الحركة في وقت واحد . الفنانين يغنون ويهتفون ولائهم إلى كيم ايل-سونغ، KWP ، مبدأ جوتشي.

## مزيد من القراءة
- Om Hyang Sim (2017). Understanding Korea: Culture. Understanding Korea. Foreign Languages Publishing House. ج. 6. ISBN:978-9946-0-1615-3. مؤرشف من الأصل (PDF) في 2019-05-11.
- Portal، Jane (2005). Art Under Control in North Korea. Reaktion Books. ISBN:978-1-86189-236-2. مؤرشف من الأصل في 2022-06-24.

## وصلات خارجية
- مجلة تايم
- المادة على كوريا الشمالية الأدب نسخة محفوظة 3 مارس 2012 على موقع واي باك مشين.
- كوريا الشمالية كشفت نسخة محفوظة 14 يناير 2012 على موقع واي باك مشين., كوريا الشمالية كشفت
- الصورة المهنية سلسلة من 2009 «أريرانغ» Massgames في كوريا الشمالية